# Perrysville (Indiana)
Perrysville es un pueblo ubicado en el condado de Vermillion en el estado estadounidense de Indiana. En el Censo de 2010 tenía una población de 456 habitantes y una densidad poblacional de 690,44 personas por km².

## Geografía
Perrysville se encuentra ubicado en las coordenadas 40°3′12″N 87°26′10″O / 40.05333, -87.43611. Según la Oficina del Censo de los Estados Unidos, Perrysville tiene una superficie total de 0.66 km², de la cual 0.66 km² corresponden a tierra firme y (0%) 0 km² es agua.

## Demografía
Según el censo de 2010, había 456 personas residiendo en Perrysville. La densidad de población era de 690,44 hab./km². De los 456 habitantes, Perrysville estaba compuesto por el 98.25% blancos, el 0.44% eran afroamericanos, el 0% eran amerindios, el 0.22% eran asiáticos, el 0% eran isleños del Pacífico, el 0% eran de otras razas y el 1.1% pertenecían a dos o más razas. Del total de la población el 0.22% eran hispanos o latinos de cualquier raza.